# Municipio de Dudley (Kansas)
El municipio de Dudley (en inglés: Dudley Township) es un municipio ubicado en el condado de Haskell en el estado estadounidense de Kansas. En el año 2010 tenía una población de 1683 habitantes y una densidad poblacional de 3,37 personas por km².

## Geografía
El municipio de Dudley se encuentra ubicado en las coordenadas 37°33′57″N 101°0′30″O / 37.56583, -101.00833. Según la Oficina del Censo de los Estados Unidos, el municipio tiene una superficie total de 499.7 km², de la cual 499,58 km² corresponden a tierra firme y (0,02 %) 0,12 km² es agua.

## Demografía
Según el censo de 2010, había 1683 personas residiendo en el municipio de Dudley. La densidad de población era de 3,37 hab./km². De los 1683 habitantes, el municipio de Dudley estaba compuesto por el 80,57 % blancos, el 0,59 % eran afroamericanos, el 0,59 % eran amerindios, el 0,53 % eran asiáticos, el 15,21 % eran de otras razas y el 2,5 % eran de una mezcla de razas. Del total de la población el 35,29 % eran hispanos o latinos de cualquier raza.